# Macrothemis brevidens
Macrothemis brevidens là loài chuồn chuồn trong họ Libellulidae. Loài này được Belle mô tả khoa học đầu tiên năm 1983.